# Two Strike (Dakota del Sur)
Two Strike es un lugar designado por el censo ubicado en el condado de Todd en el estado estadounidense de Dakota del Sur. En el Censo de 2010 tenía una población de 209 habitantes y una densidad poblacional de 4,35 personas por km².

## Geografía
Two Strike se encuentra ubicado en las coordenadas 43°12′52″N 100°54′44″O / 43.21444, -100.91222. Según la Oficina del Censo de los Estados Unidos, Two Strike tiene una superficie total de 48.09 km², de la cual 48 km² corresponden a tierra firme y (0.18%) 0.09 km² es agua.

## Demografía
Según el censo de 2010, había 209 personas residiendo en Two Strike. La densidad de población era de 4,35 hab./km². De los 209 habitantes, Two Strike estaba compuesto por el 6.7% blancos, el 0% eran afroamericanos, el 89.95% eran amerindios, el 0% eran asiáticos, el 0% eran isleños del Pacífico, el 0% eran de otras razas y el 3.35% pertenecían a dos o más razas. Del total de la población el 1.91% eran hispanos o latinos de cualquier raza.